# Mirahur
Mirahur (osmanisch مير اخور mir achur, İA mīr-āḫūr; auch imrahor) war im Osmanischen Reich der Titel der obersten Stallmeister des Palastes des Sultans. Der Mirahur hatte den Dienstgrad eines Agha inne.
Die Stallungen, denen der Mirahur vorstand, wurden ıṣṭabl-ı ʿāmire genannt. Nach den Tanzimat-Reformen wurde das Amt als Istabl-ı Âmire Müdürü bezeichnet. Auch der Dienstgrad wurde auf den eines Oberstleutnants reduziert.
Mehrere osmanische Moscheen heißen İmrahor-Moschee, so die İmrahor-Moschee in Üsküdar, die Mirahor-Moschee in Korce und die İmrahor İlyas Bey Camii (die umgewandelte Kirche des Studionklosters) in Istanbul.